# Lily Collins
Lily Jane Collins (Guildford, Surrey, Egyesült Királyság, 1989. március 18. –) brit születésű amerikai színésznő, modell és televíziós személyiség.

## Fiatalkora
1989. március 18-án született a Surrey állambeli Guildfordban, Phil Collins angol zenész és második felesége, az amerikai Jill Tavelman, a Beverly Hills-i Női Klub korábbi elnökének lányaként. Anyai nagyapja kanadai zsidó bevándorló volt, aki hosszú éveken át egy férfi ruházati üzlet tulajdonosa volt a kaliforniai Beverly Hillsben. Collins a zenész Simon Collins és a színésznő Joely Collins féltestvére apja első házasságából, apja harmadik házasságából pedig két másik fiatalabb féltestvére van. Nagybátyja a karikaturista Clive Collins.
Szülei 1996-os válása után, ami hatéves korában történt, Collins Los Angelesbe költözött édesanyjával. A Harvard-Westlake Schoolban fejezte be tanulmányait, majd a Dél-Kaliforniai Egyetemre járt, ahol újságíró szakon végzett. Debütánsként mutatkozott be a párizsi Bal des débutantes-on 2007-ben. Tinédzserként étkezési zavarban szenvedett, amit később a Unfiltered: No Shame, No Regrets, Just Me című könyvében leírt.

## Karrier
Collins első szerepe a BBC-n a Growing Pains című sorozat volt.

## Image és aktivizmus
Collins a 2008-as amerikai elnökválasztásról a Nickelodeon Kids Pick the President című sorozatának műsorvezetőjeként tudósított. 2008-ban elnyerte a Young Hollywood Awardot a legújabb vörös szőnyeges tudósító kategóriában. Collins egyike volt annak a 20 nőnek, akiket a Maxim magazin 2009-ben a rocksztárok legdögösebb lányai közé választott.
Collins nyíltan kiáll a zaklatások ellen, és a Bystander Revolution nevű zaklatásellenes szervezet híres nagykövete. 2018 óta Collins a GO Campaign egyik nagykövete, egy olyan nonprofit szervezeté, amely az árvák és veszélyeztetett gyermekek életének javítására gyűjti a figyelmet és adományokat szerte a világon.

## Magánélete
Collins 2013-ban kijelentette, hogy nem szereti nyilvánosság előtt megbeszélni a kapcsolatait, mivel tanúja volt annak a nehézségnek, hogy a szülei elváltak, aminek eredményeképpen a média rájuk szállt. 2020 szeptemberében Lily Collins bejelentette, hogy eljegyzte Charlie McDowell amerikai filmrendező és forgatókönyvíró.

## Filmográfia

### Film
| Év   | Magyar cím                                      | Eredeti cím                                | Szerep                   | Magyar hang        | Rendező               |
| ---- | ----------------------------------------------- | ------------------------------------------ | ------------------------ | ------------------ | --------------------- |
| 2009 | A szív bajnokai                                 | The Blind Side                             | Collins Tuohy            | Tamási Nikolett    | John Lee Hancock      |
| 2011 | A pap – Háború a vámpírok ellen                 | Priest                                     | Lucy Pace                | Lamboni Anna       | Scott Charles Stewart |
| 2011 | Elhurcolva                                      | Abduction                                  | Karen                    | Talmács Márta      | John Singleton        |
| 2012 | Tükröm, tükröm                                  | Mirror, Mirror                             | Hófehérke                | Tompos Kátya       | Tarsem Singh          |
| 2012 | Bízz a szerelemben                              | Stuck in Love                              | Samantha Borgens         | Berkes Boglárka    | Josh Boone            |
| 2013 | Az angoltanárnő                                 | The English Teacher                        | Halle Anderson           | Czető Zsanett      | Craig Zisk            |
| 2013 | A végzet ereklyéi: Csontváros                   | The Mortal Instruments: City of Bones      | Clary Fray               | Csifó Dorina       | Harald Zwart          |
| 2014 | Ahol a szivárvány véget ér                      | Love, Rosie                                | Rosie Dunne              | Bogdányi Titanilla | Christian Ditter      |
| 2016 | Kivétel és szabály                              | Rules Don't Apply                          | Marla Mabrey             | Törőcsik Franciska | Warren Beatty         |
| 2017 |                                                 | Okja                                       | Red                      |                    | Pong Dzsunho          |
| 2017 |                                                 | To the Bone                                | Ellen ("Eli")            |                    | Marti Noxon           |
| 2018 | Vigyázz, kész, Morc!                            | Here Comes the Grump                       | Hajnal hercegnő (hangja) | Csuha Borbála      | Andrés Couturier      |
| 2019 | Átkozottul veszett, sokkolóan gonosz és hitvány | Extremely Wicked, Shockingly Evil and Vile | Elizabeth "Liz" Kendall  | Törőcsik Franciska | Joe Berlinger         |
| 2019 | Tolkien                                         | Tolkien                                    | Edith Bratt              | Pekár Adrienn      | Dome Karukoski        |
| 2020 | Örökség                                         | Inheritance                                | Lauren Monroe            | Csifó Dorina       | Vaughn Stein          |
| 2020 | Mank                                            | Mank                                       | Rita Alexander           | Törőcsik Franciska | David Fincher         |
| 2022 | Váratlan szerencse                              | Windfall                                   | Feleség                  | Mentes Júlia       | Charlie McDowell      |
| 2024 | MaXXXine                                        | MaXXXine                                   | Molly Bennett            | Csifó Dorina       | Ti West               |

### Televízió
| Év        | Magyar cím      | Eredeti cím          | Szerep           | Megjegyzések                                             |
| --------- | --------------- | -------------------- | ---------------- | -------------------------------------------------------- |
| 2009      | 90210           | 90210                | Phoebe Abrams    | 2 epizód                                                 |
| 2016–2017 |                 | The Last Tycoon      | Cecelia Brady    | főszereplő (9 epizód)                                    |
| 2018–2019 | A nyomorultak   | Les Misérables       | Fantine          | - minisorozat (3 epizód) - magyar hangja: - Csifó Dorina |
| 2020–     | Emily Párizsban | Emily in Paris       | Emily Cooper     | főszereplő és producer                                   |
| 2021      | Hívások         | Calls                | Camilla (hangja) | 1 epizód                                                 |
| 2021      | Félig üres      | Curb Your Enthusiasm | önmaga           | 1 epizód                                                 |

### Videóklip
| Év   | Előadó                 | Cím             | Szerep            |
| ---- | ---------------------- | --------------- | ----------------- |
| 2013 | M83                    | Claudia Lewis   | földönkívüli lány |
| 2013 | Thirty Seconds to Mars | City of Angels  | önmaga            |
| 2019 | ARTY                   | Save Me Tonight | új lány           |

## Díjai és jelölései
| Év   | Film                          | Díj                    | Kategória                                                                              | Eredmény |
| ---- | ----------------------------- | ---------------------- | -------------------------------------------------------------------------------------- | -------- |
| 2008 | Herself                       | Young Hollywood Awards | One to Watch                                                                           | Elnyerte |
| 2012 | Tükröm, tükröm                | Teen Choice Award      | Movie Actress: Sci-Fi/Fantasy                                                          | Jelölve  |
| 2013 | Tükröm, tükröm                | OFTA Film Award        | Best Music, Adapted Song (Megosztva Nina Harttal, Sam Hollanderrel és Tarsem Singhgel) | Jelölve  |
| 2013 | A végzet ereklyéi: Csontváros | MTV Movie Awards       | Summer's Biggest Teen Bad A**                                                          | Jelölve  |
| 2014 | A végzet ereklyéi: Csontváros | Teen Choice Award      | Movie Actress: Action                                                                  | Jelölve  |

## Fordítás
- Ez a szócikk részben vagy egészben  a   Lily Collins című angol Wikipédia-szócikk fordításán alapul.  Az eredeti cikk szerkesztőit annak laptörténete sorolja fel. Ez a jelzés csupán a megfogalmazás eredetét és a szerzői jogokat jelzi, nem szolgál a cikkben szereplő információk forrásmegjelöléseként.